# أوزيبيو أوخيدا
أوزيبيو أوخيدا (بالإسبانية: Eusebio Ojeda)‏ هو مجدف تشيلي، (و. 1914 – 1997 م).

## وصلات خارجية
- أوزيبيو أوخيدا على موقع الاتحاد الدولي للتجديف (الإنجليزية)
- أوزيبيو أوخيدا على موقع أوليمبيديا (الإنجليزية)